# Zamarada latilimbata
Zamarada latilimbata är en fjärilsart som beskrevs av Hans Rebel 1948. Zamarada latilimbata ingår i släktet Zamarada och familjen mätare. Inga underarter finns listade i Catalogue of Life.